# Hispidula acmenicola
Hispidula acmenicola är en svampart som beskrevs av P.R. Johnst. 2003. Hispidula acmenicola ingår i släktet Hispidula och familjen Hyaloscyphaceae.   Inga underarter finns listade i Catalogue of Life.